# Boot (Kumbria)
Boot – wieś w Anglii, w Kumbrii, w dystrykcie (unitary authority) Cumberland. Leży 59 km na południe od miasta Carlisle i 384 km na północny zachód od Londynu.